# 시민코엔마에역
시민코엔마에역(일본어: 市民公園前駅)은 일본 기후현 가카미가하라시에 위치한 나고야 철도 가카미가하라선의 철도역이다. 역 번호는 KG 09이며, 상대식 승강장 2면 2선의 구조를 갖춘 지상역이다.

## 타는 곳
| 1 | ■ 가카미가하라선 | 하행 | 미카키노 · 신우누마 · 이누야마 방면                      |
| 2 | ■ 가카미가하라선 | 상행 | 메이테쓰기후 · (메이테쓰 기후 환승) (메이테쓰나고야 방면 |

## 이용 현황
- 2013년 기준 : 311명

## 역 주변
- 가카미가하라 시민 공원
- 가카미가하라 시 주오 체육관
- 신사카이 강

## 인접 역
| 나고야 철도 가카미가하라선     | 나고야 철도 가카미가하라선 | 나고야 철도 가카미가하라선                   |
| ------------------------------ | -------------------------- | -------------------------------------------- |
| KG 10 신나카 메이테쓰기후 방면 | ■ 가카미가하라선           | 가카미가하라시야쿠쇼마에 KG 08 신우누마 방면 |